# Kunar (folyó)
A Kunar (pastuul: کونړ سيند Kūnaṛ sīnd), Pakisztánban Chitral mintegy 260 km hosszú folyó (a Mastuj és a Yarkhun forrásfolyókkal együtt 480 km), amely Északnyugat-Pakisztánból délnyugatra folyik Afganisztán keleti részébe.

## Leírása

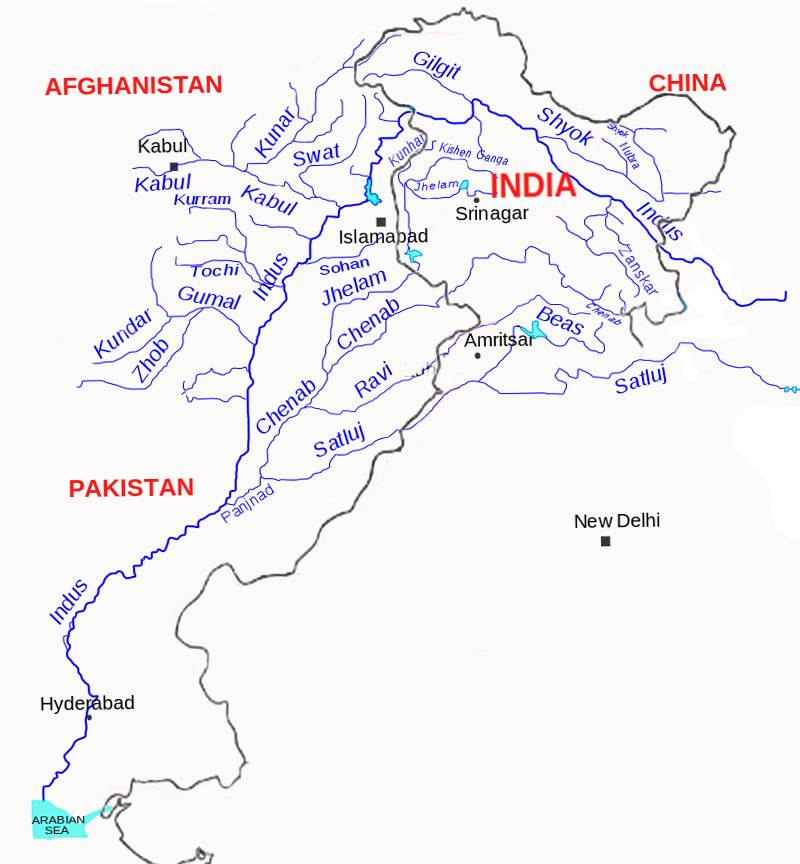
A Kunar elhelyezkedése az Indus vízgyűjtőjében

A folyó a Chitral és a Kunar völgyeket vájta ki, a hegyek gleccserei és a hó olvadéka táplálja. A folyó a Hindukus keleti határát képezi. A pakisztáni Chitral településtől északra a Lutkho és a Mastuj összefolyásából eredő folyót Chitralnak nevezik, mielőtt az délen az afganisztáni Kunar-völgybe folyik, ahol már Kunarnak hívják.
A Kunar Dzsalálábád keleti részén a Kabul folyóba ömlik. Annak ellenére, hogy a Kunar a bővizűbb, a folyó Kabul néven folytatja útját a név politikai és történelmi jelentősége miatt.
Bal oldali mellékfolyója a Shishi, jobb oldali mellékfolyói a Bashgal, a Pech és a Kalash. A folyó mentén fekvő városok Pakisztánban Chitral, Afganisztánban Asmar és Asadabad.

## Története
Mielőtt a Kunar és a Chitral völgyeket politikailag Afganisztán és Pakisztán között megosztották volna, e völgyek olyan fő kereskedelmi útvonalak voltak, amelyek a Pamír-hegységen keresztül biztosították a legegyszerűbb áthaladást az indiai szubkontinens síkságaira.
Az UNHCR 1990-es tanulmánya kimutatta, hogy a Marawara kerületi (Kunar tartomány) lakosok 60 százaléka a folyó fogyasztásra alkalmatlan ivóvízére támaszkodott.

## Fordítás
- Ez a szócikk részben vagy egészben  a   Kunar (Fluss) című német Wikipédia-szócikk fordításán alapul.  Az eredeti cikk szerkesztőit annak laptörténete sorolja fel. Ez a jelzés csupán a megfogalmazás eredetét és a szerzői jogokat jelzi, nem szolgál a cikkben szereplő információk forrásmegjelöléseként.